# Bailey Pickett
Bailey Marie Pickett (spelad av Debby Ryan) är en av huvudkaraktärerna i Det ljuva havslivet. Hon är från en fiktiv stad som heter Kettlecorn, Kansas och låtsas vara en pojke i första premiär avsnittet för att det inte fanns några kvinnliga hytter kvar på "SS Tipton".
Bailey har även gjort framträdanden i andra av Disney Channels TV-program, bland annat Magi på Waverly Place och Hannah Montana.

## Förhållanden
- Holden (Chad Duell)
- Älgen (eng: Moose; Hutch Dano)
- Cody Martin (Cole Sprouse)
- Josh (Markus Silbiger)